# الكسندر بيلي
الكسندر بيلي (بالإنجليزية: Alexander Bailey)‏ هو سياسي أمريكي، ولد في 26 يونيو 1824، وتوفي في 28 مايو 1907. حزبياً، نشط في الحزب الجمهوري. وقد انتخب عضو جمعية ولاية ويسكونسن.